# Liste der Monuments historiques in Somme-Vesle
Die Liste der Monuments historiques in Somme-Vesle führt die Monuments historiques in der französischen Gemeinde Somme-Vesle auf.

## Liste der Objekte
| Bezeichnung | Beschreibung                          | Standort                       | Kennzeichnung | Schutzstatus | Datum | Bild |
| ----------- | ------------------------------------- | ------------------------------ | ------------- | ------------ | ----- | ---- |
| Kruzifix    | Holz, farbig gefasst, 18. Jahrhundert | in der Kirche St-Martin (Lage) | PM51002521    | Inscrit      | 1977  |      |
| Tabernakel  | Holz, vergoldet, 18. Jahrhundert      | in der Kirche St-Martin (Lage) | PM51001075    | Classé       | 1970  |      |